# Johannes Brenz
Johann (Johannes) Brenz (Weil der Stadt, 24 juni 1499 – Stuttgart, 11 september 1570) was een Duitse theoloog, vooral bekend als reformator in het Hertogdom Württemberg en als trouwe bondgenoot van Maarten Luther.
Johannes Brenz werd op 24 juni 1499 in Weil der Stadt geboren. Zijn vader was daar rechter en schout. Over zijn jeugd is verder weinig bekend. Hij studeerde filosofie en theologie aan de Universiteit van Heidelberg. Als student raakte hij bekend met het werk van Maarten Luther, die hij in 1518 tijdens diens verblijf in Heidelberg bezocht. Het werd het begin van een levenslange, nauwe band. In 1522 werd Brenz gewijd tot priester, en hij werd benoemd tot kanunnik in de Heilige Geestkerk in Heidelberg. Nog hetzelfde jaar werd hij beroepen tot pastoor van de St. Michaelskerk in Schwäbisch Hall.
In 1525 publiceerde Brenz zijn Syngramma Suevicum waarin hij zijn opvattingen over de leer van de Transsubstantiatie uiteenzette en de opvattingen daarover van Johannes Oecolampadius op de korrel nam.
In de Duitse Boerenoorlog koos Brenz in 1525 de zijde van de tegenstanders van de opstand, maar drong - in tegenstelling tot Luther - aan op een milde behandelingen van de opstandige boeren.
Brenz was een actief deelnemer aan de theologische debatten in zijn tijd. In 1529 nam hij deel aan het Colloquium van Marburg en in 1530 aan de Rijksdag van Augsburg, waar hij zich schaarde aan de zijde van Philip Melanchthon, maar zich distantieerde van Huldrych Zwingli.
In 1535 stelde hertog Ulrich van Württemberg Brenz aan als adviseur in theologische kwesties. In 1537 werd hij belast met de reformatie van de Universiteit van Tübingen.
Over de vervolging van ketters en heksenprocessen stelde Brenz zich mild op, de kerk mocht daarvoor althans niet de doodstraf opleggen.
Brenz geldt als de grondlegger van het Ubiquitarianisme, de beweging rondom de protestantse leer van de Alomtegenwoordigheid: het Lichaam van Christus was sinds diens vergoddelijking alomtegenwoordig, en dus niet alleen in de eucharistie.
Voor het Concilie van Trente (1545-1563) kreeg Brenz van Hertog Christoffel van Württemberg de opdracht tot het samenstellen van de Confessio Virtembergica, een 8-delig boekwerk dat in 1552 als evangelische inbreng aan het Concilie werd overgelegd.